# Hidalgo (Bundesstaat)
Hidalgo  [iˈðalɣo], offiziell Freier und Souveräner Staat Hidalgo (spanisch Estado Libre y Soberano de Hidalgo), ist ein zentraler Bundesstaat Mexikos. Er entstand im Jahr 1869 und ist benannt nach Miguel Hidalgo, der mit seiner Ansprache Grito de Dolores den Unabhängigkeitskampf Mexikos initiiert hatte. Hauptstadt ist Pachuca de Soto.

## Geographie
Der Bundesstaat befindet sich zentral in Mexiko, im Norden grenzt er an die Bundesstaaten San Luis Potosí und Veracruz, Puebla im Osten, im Süden Tlaxcala und Mexico sowie im Westen an Querétaro.
Drei verschiedene geographische Regionen prägen den Staat: die Gebirgszüge der Sierra Madre Oriental, der Sierra Volcánica Transversal sowie im östlichen Teil das Küstentiefland.
Ein Municipio des Bundesstaates Hidalgo, nämlich Tizayuca, ist Bestandteil der Zona Metropolitana del Valle de México um die mexikanische Hauptstadt Mexiko-Stadt.
Der Bundesstaat hat eine Fläche von 20.813 km² und rund 2,6 Mio. Einwohner, davon leben in der Hauptstadt Pachuca de Soto ungefähr 256.000 Einwohner.

## Bevölkerungsentwicklung
| Jahr | Einwohnerzahl |
| ---- | ------------- |
| 1950 | 850.394       |
| 1960 | 994.598       |
| 1970 | 1.193.845     |
| 1980 | 1.547.493     |
| 1990 | 1.888.366     |
| 1995 | 2.112.473     |
| 2000 | 2.235.591     |
| 2005 | 2.345.514     |
| 2010 | 2.665.018     |
| 2015 | 2.858.359     |

## Geschichte
Der heutige Bundesstaat gehörte zu dem nach dem  Mexikanischen Unabhängigkeitskrieg 1824 gebildeten Bundesstaat México, der den Bereich des alten Aztekenreichs umfasste und dessen Gebiet in der spanischen Kolononialzeit Teil des Vizekönigreichs Neuspanien gewesen war. Der Bundesstaat Hidalgo wurde am 16. Januar 1869 gebildet und nach Miguel Hidalgo benannt.
Am 18. Januar 2019 ereignete sich in der Nähe der Kleinstadt Tlahuelilpan eine Explosion, als Anwohner Benzin aus einer lecken Pipeline abzapfen wollten. Es starben 107 Menschen.
Die Wirtschaft ist hauptsächlich durch den Bergbau (Silber, Gold, Blei, Kupfer, Zink) und die Landwirtschaft bestimmt.

## Verwaltungsgliederung
Hauptstadt ist Pachuca de Soto. Administrativ untergliedert ist der Bundesstaat in 84 Municipios. Die größten Städte sind:
- Huejutla de Reyes
- Pachuca de Soto
- Tula de Allende
- Tizayuca
- Tulancingo

## Tourismus

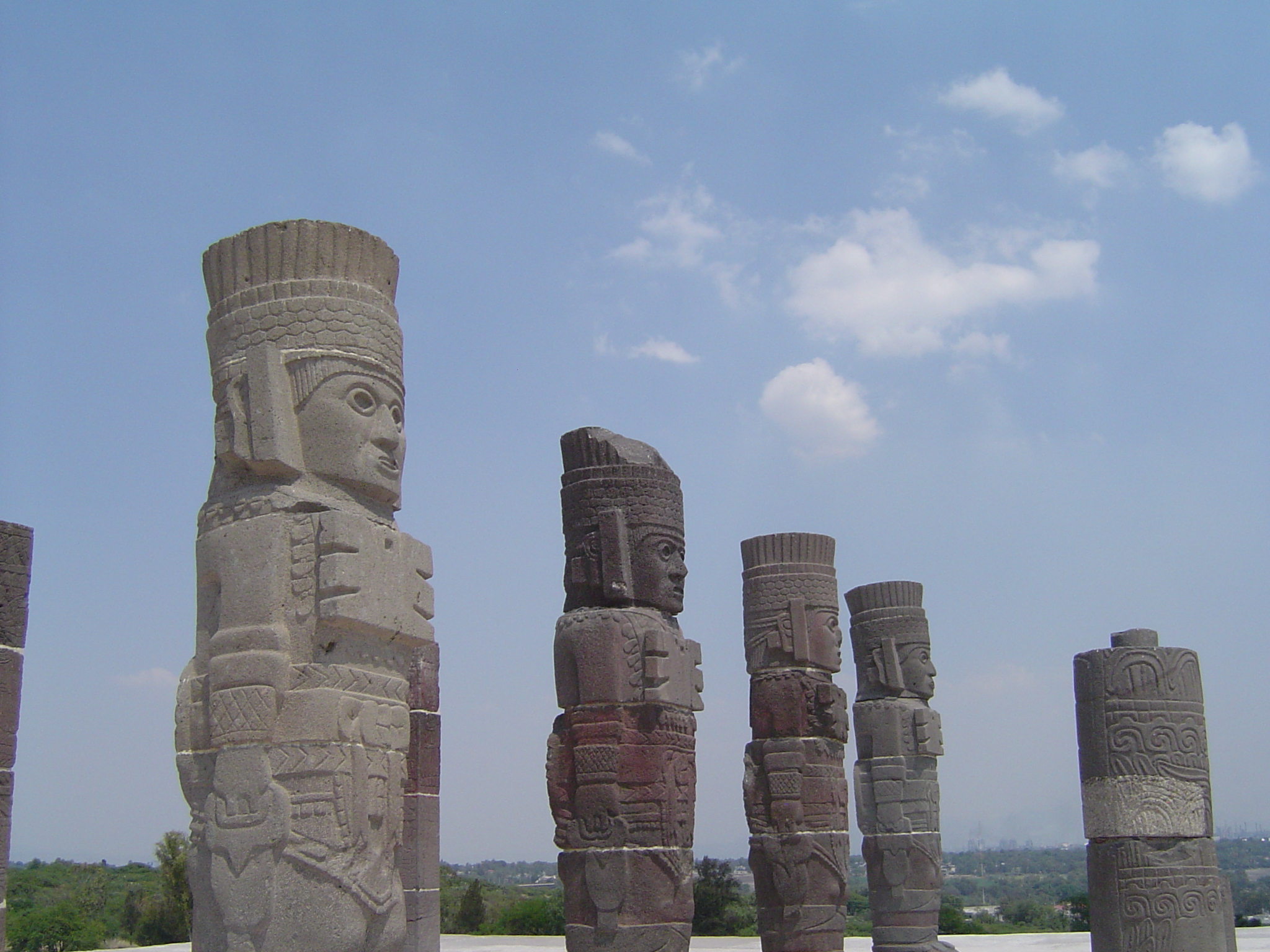
Statuen toltekischer Krieger samt Insignien auf dem Tempel des Quetzalcóatl in Tula

Hidalgo ist in sechs touristische Regionen Corredores aufgeteilt, diese sind:
- Corredor de la Montaña (Gebirgskorridor), verschiedene Klimazonen und Ökosysteme für Camping und Extremsport
- Corredor de los Balnearios (Erholungskorridor), diverse heiße Quellen, die bis 38 °C erreichen können
- Corredor Tulancingo y los 4 elementos (Tulancingo und die 4 Elemente):
  - Wasser, Lagunen und Wasserfälle für Sportfischen
  - Luft, Heißluftballonfahrten
  - Feuer, Gusseisenerzeugnisse aus Apulco
  - Land, schöne Landschaft
- Corredor de las Haciendas (Korridor der Haciendas), die meisten der 176 Haciendas des Staates vom 16. bis 19. Jahrhundert
- Corredor Sierra de la Huasteca (Gebirgskette der la Huasteca), Ökotourismus in üppiger Vegetation und Flüssen
- Corredor Tolteca (Tolteken-korridor), Geschichte der Tolteken

Die berühmteste Attraktion des Staates ist die Ruinenstätte Tula, von der man annimmt, sie sei die Hauptstadt der Tolteken gewesen.